# Kammweg
Als Kammweg sind bekannte Wanderwege im Jeschkengebirge, Lausitzer Gebirge, Isergebirge, Riesengebirge, Erzgebirge, Thüringer Wald und Harz ausgewiesen.

## Geschichtliches
Erster Kammweg unter diesem Namen war ein 1904 eröffneter Fernwanderweg entlang der Kammlinien von Elstergebirge, Erzgebirge, Böhmischer Schweiz, Lausitzer Gebirge, Jeschkengebirge, Iser- und Riesengebirge, Glatzer Schneegebirge und Altvatergebirge und zu seiner Zeit der längste Touristenweg im deutschsprachigen Raum.

## Heutige Kammwege

### Kammweg im Jeschkengebirge – westlicher Zweig

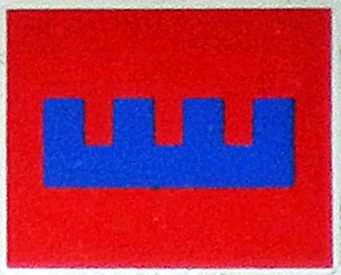
Neues Kammwegzeichen

Der jetzige Kammweg (tschech. Hřebenovka) ist mit dem Europäischen Fernwanderweg E3 identisch, trägt meist eine rote oder blaue Markierung und ist mit den blauen Kammwegzeichen auf rotem Grund versehen. Er wurde im Rahmen eines EU-finanzierten Projektes neu markiert.
Verlauf: Jeschken (Ješted) (1012 m) – Ausgespann (Výprež) (769 m) – Kriesdorfer Sattel (Križanské sedlo) (578 m) – Christophoruskapelle (Kaple Svatého Kryštofa) – Kl. Kalkberg (Malý Vápenný) (687 m) – Rasenbank (Trávník) – Gr. Kalkberg (Velký Vápenný) (790 m) – Jítrava – Felsformation Bílé oder Sloní kameny – Trögelsberg (Vysoká) (545 m) – Ziegenrücken (Kozí hrbety) – Paß (Horní Sedlo) – Pod vraními skalamí – Kaisergrund (Krásný dul) – Tobiaskiefer (U Tobiášovy borovice) – Pod Loupežnickým vrchem –
Petersdorf (Petrovice) – ehem. Forsthaus Nr. 6 (Na Šestce) – Kammloch – Hochwald (Hvozd) (750 m) – Krombach (Krompach) – Nieder Lichtenwalde (Dolní Svetlá) – Waltersdorf – Lausche (Luž) (793 m) – Pod Ptacincem, ab hier E10 – Felsformation Petikostelní kámen (689 m) – Stožecké sedlo – Pod Stožcem – Neuhütte, OT von Röhrsdorf (Svor).

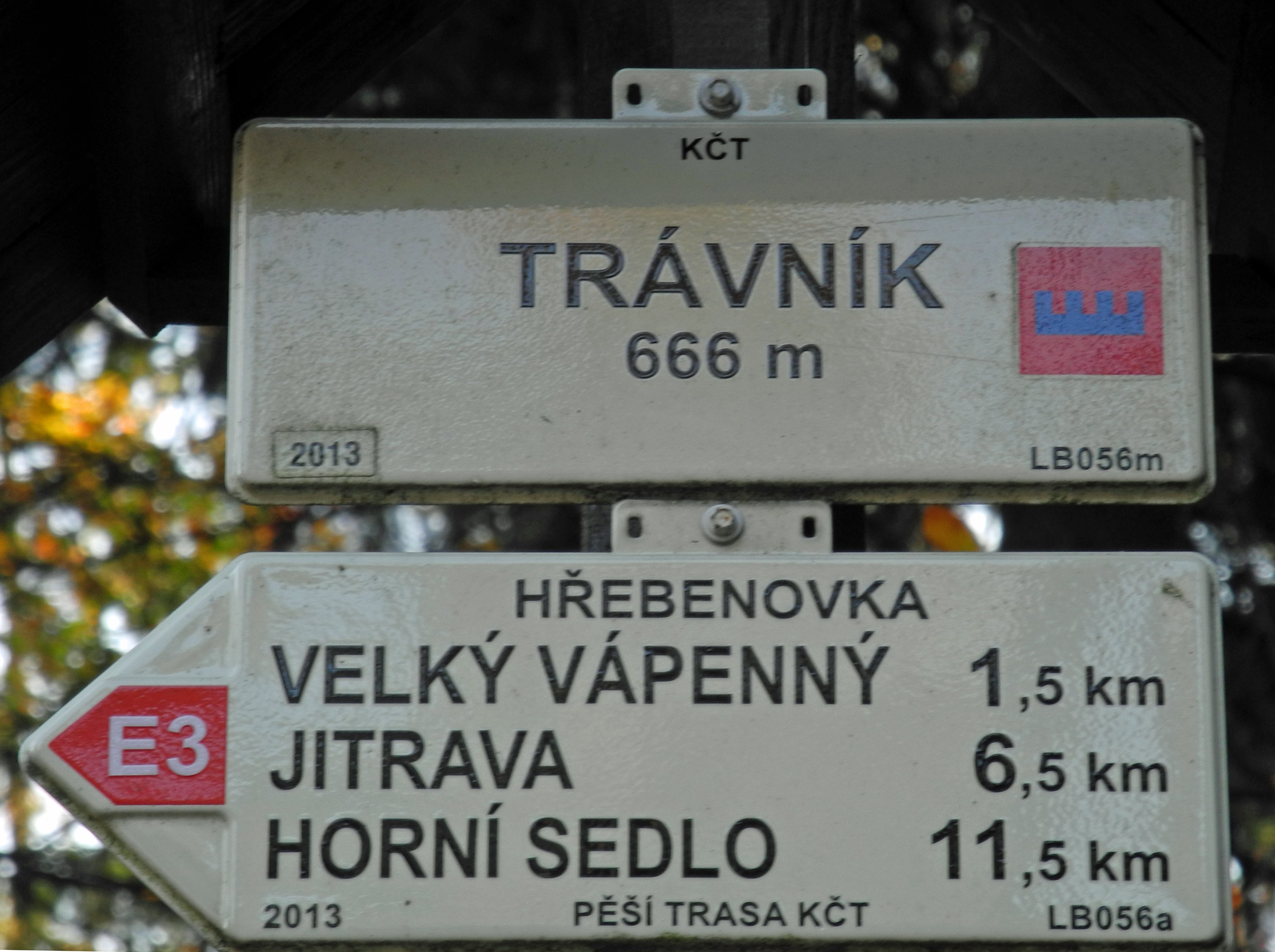
Kammweg am Trávník
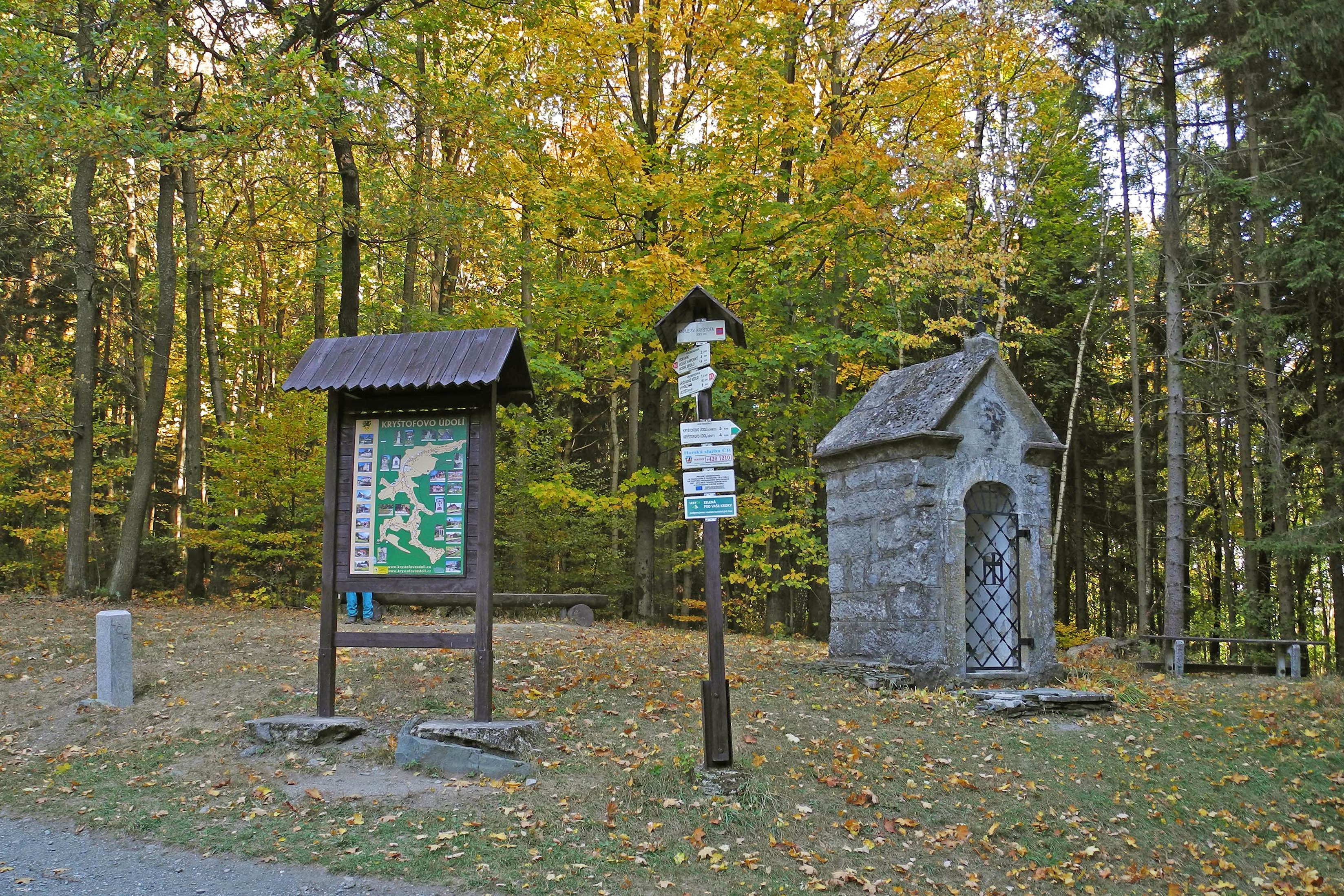
Kammweg an der Christophoruskapelle
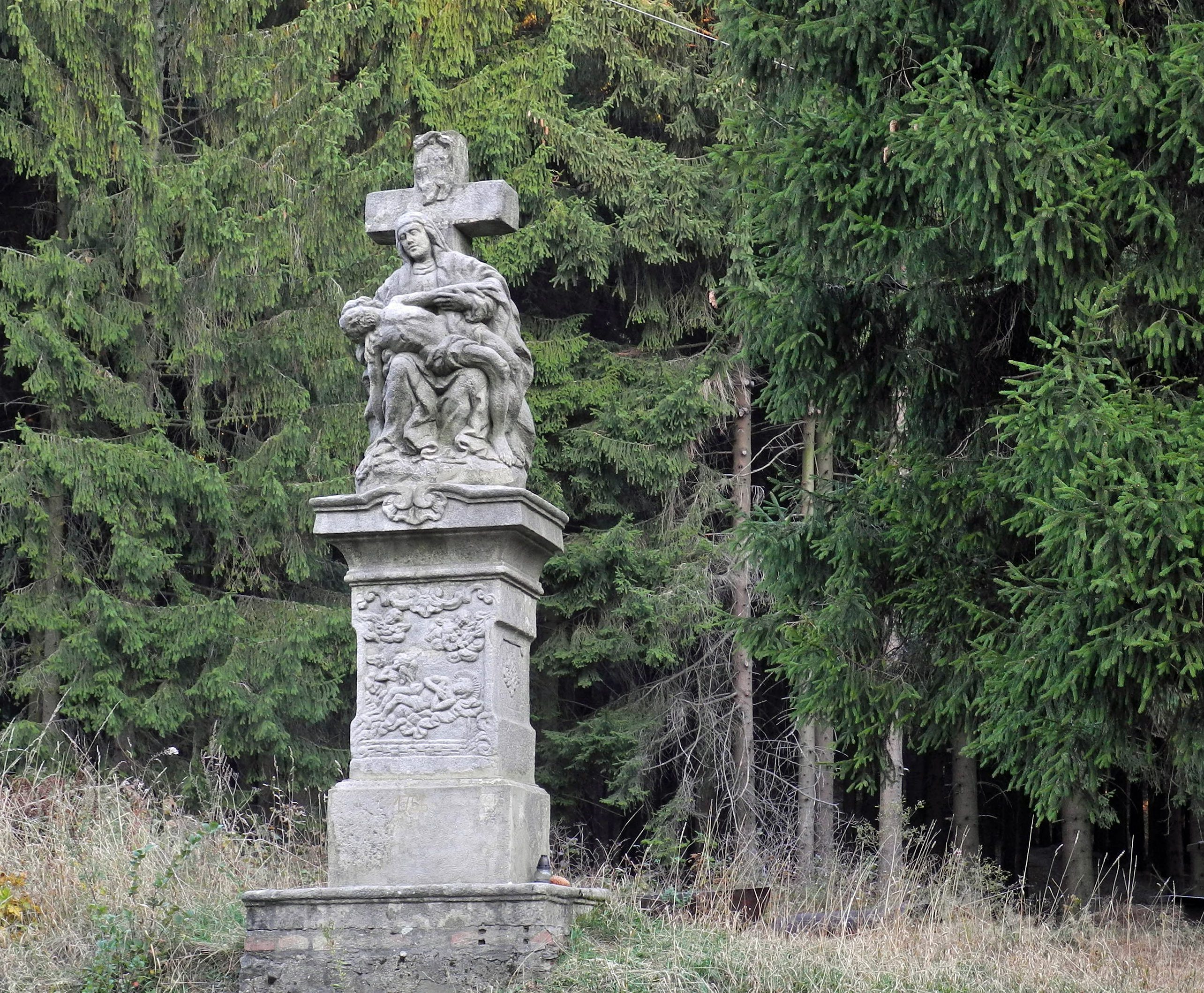
Pietà am Kriesdorfer Sattel

### Kammweg im Jeschkengebirge – östlicher Zweig
Der östliche Zweig des Jeschken-Kammwegs hat folgenden Verlauf:
Jeschken (Ješted) – Ještedka – Skalka – Pláne pod Ještedem (Kühneibaude) – Hlubocký hrbet (Lubokeier Kamm) – U Šámalu – Rašovský hrbet (Raschener Kamm) – Rašovice (Raschen) – Rašovské sedlo (582 m) – Javornická kaple – Javorník (Jaberlich-Berg) (684 m) mit Gaststätte „Obrí sud“ (Zum Riesenfass) – Záskalí (Saskall) mit der Nepomuk-Kapelle (Kaple sv. Jana Nepomuckého) – Jeřmanice (Hermannsthal) – Rádlo (Radl) – Horní Háje.
Parallel hierzu gibt es den nördlichen Zweig (Neuer Kammweg) vom Javorník über Lišcí (Bhf. Jermanice) – Milíře (Kohlstatt) mit der Mariahilf-Kapelle (Kaple Panny Marie Bolestné) nach Radlo (Radl) zum OT Horní Háje.

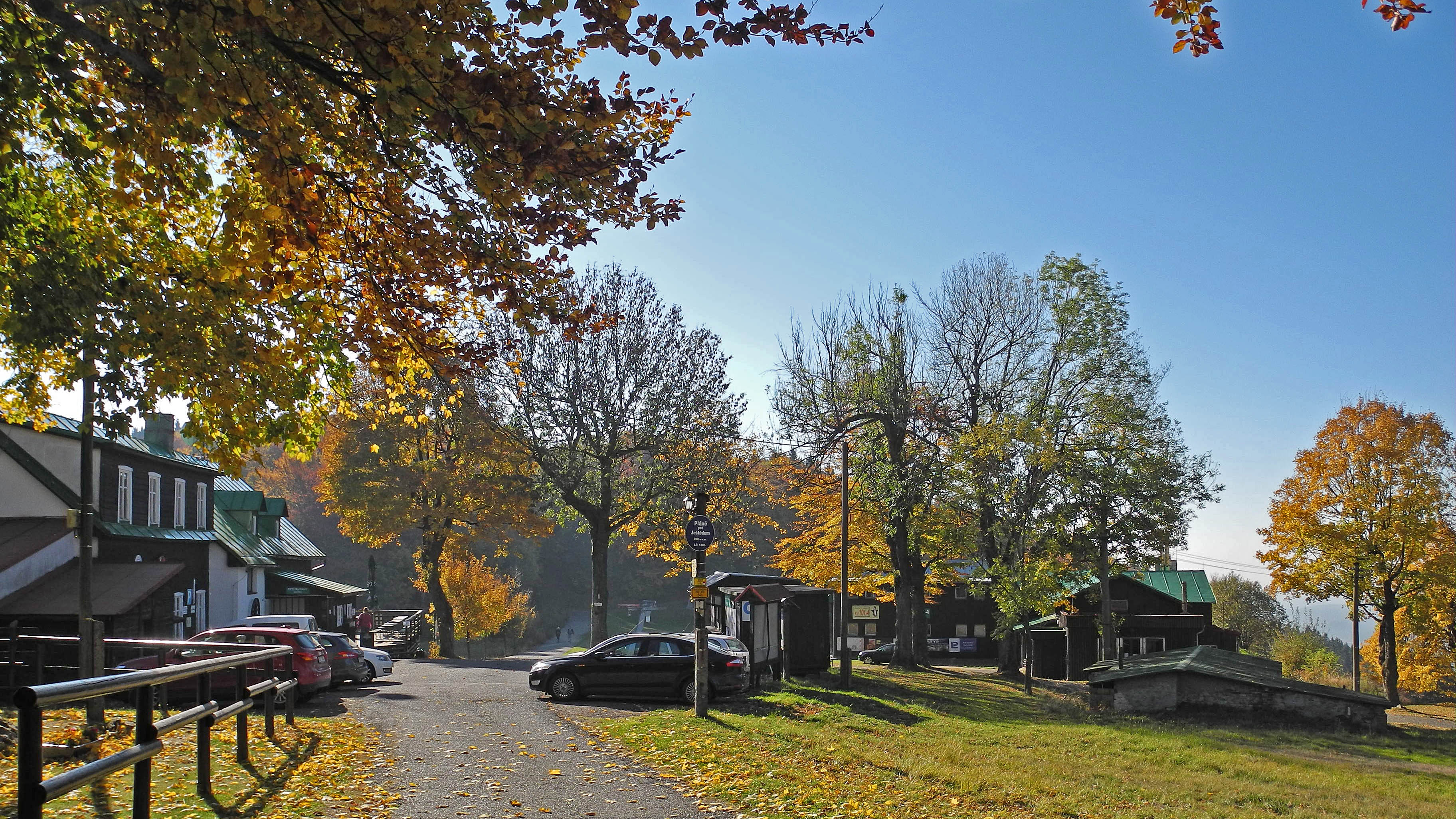
Kammweg an der Kühneibaude (Pláne pod Ještedem)
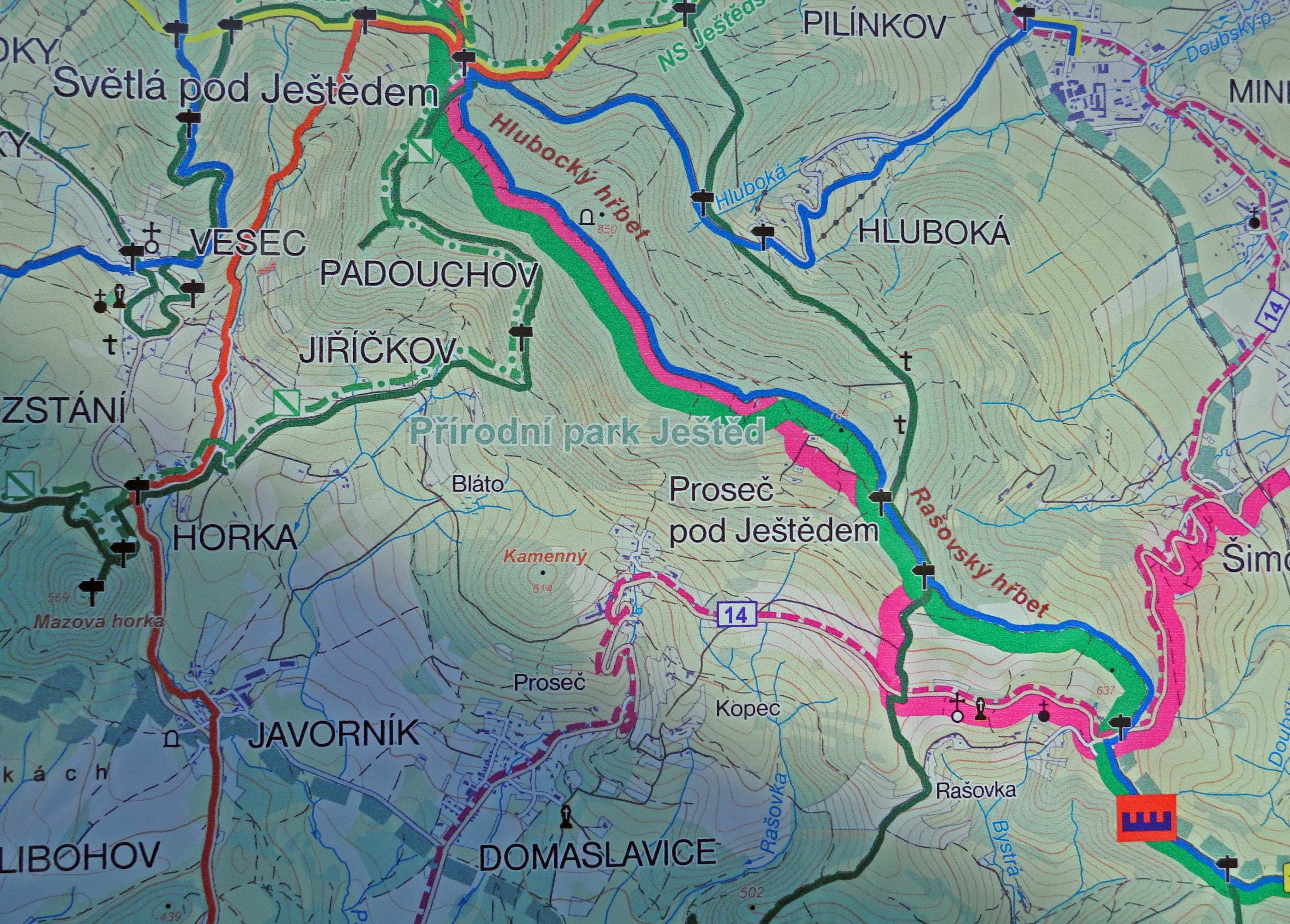
Wanderkarte Jeschken-Kammweg
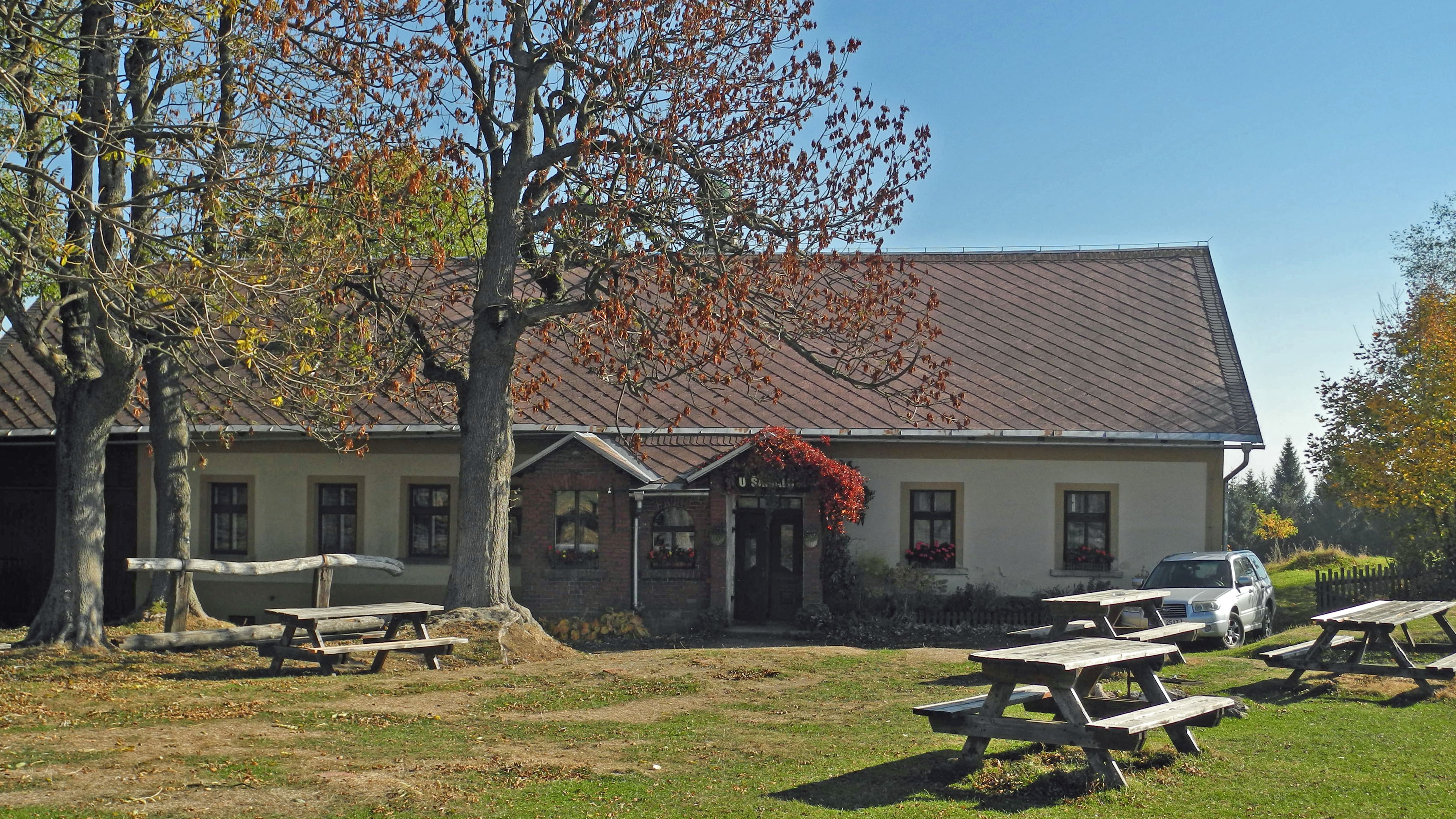
Kammweg am Rasthaus U Šámalu

### Kammweg im Isergebirge – südlicher Zweig
Verlauf des südlichen Zweigs: Rádlo (Radl) – Horní Háje – Dobrá Voda (Gutbrunn) mit der ehem. Gutbrunnwarte – Vrkoslavice (Seidenschwanz) – Dolní Černá studnice (Unter Schwarzbrunn) – Černá studnice (Schwarzbrunnwarte) (869 m) – Schwarzbrunnkamm – Muchov – Vyhlídka Terezínka – Tanvald (Tannwald) – Desná (Dessendorf) – Darretalsperre bei Souš – Pod Bukovcem – Jizerka (Klein Iser).

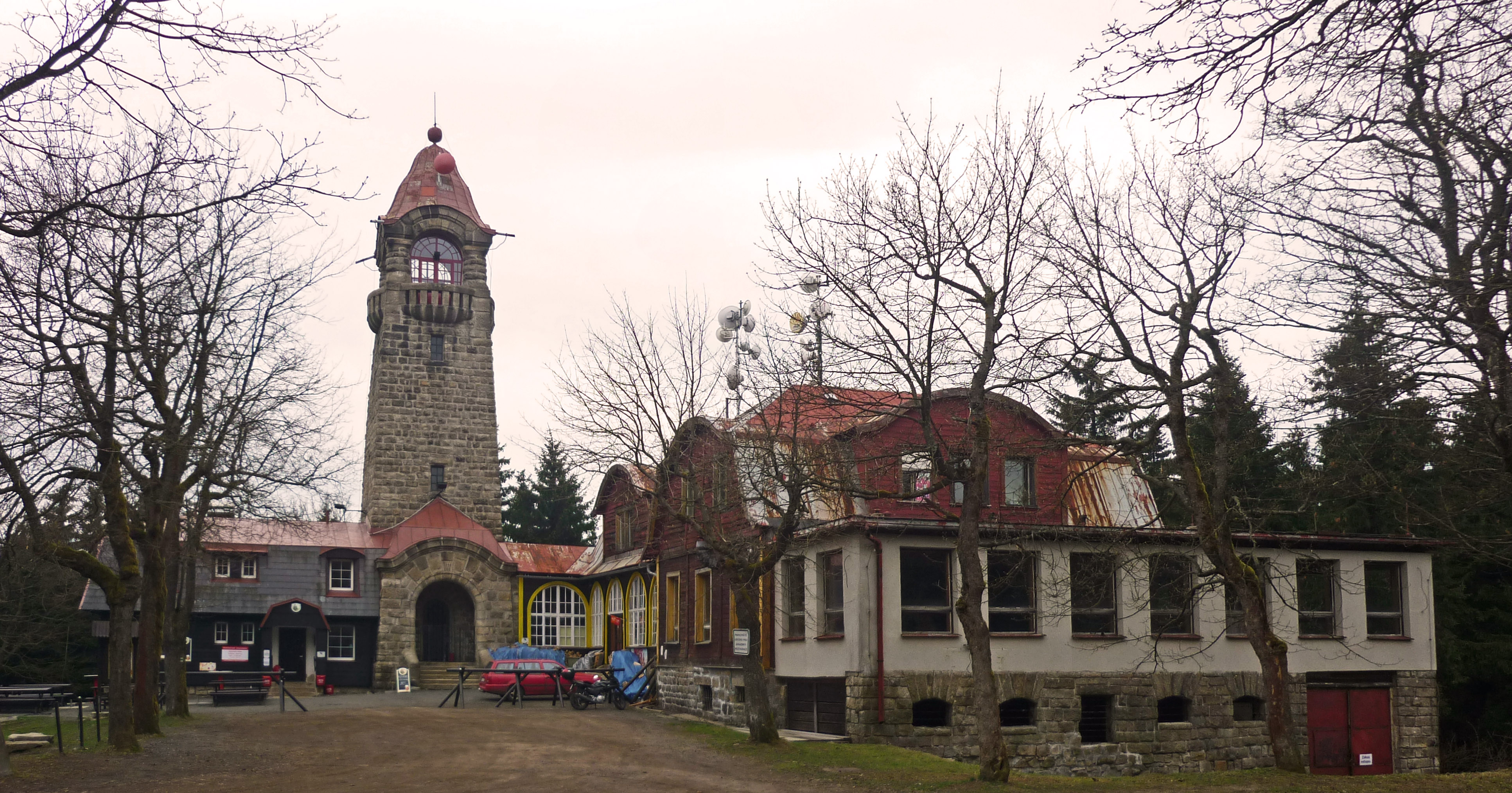
Schwarzbrunnkoppe (Cerná studnice) bei Morchenstern (Smržovka)
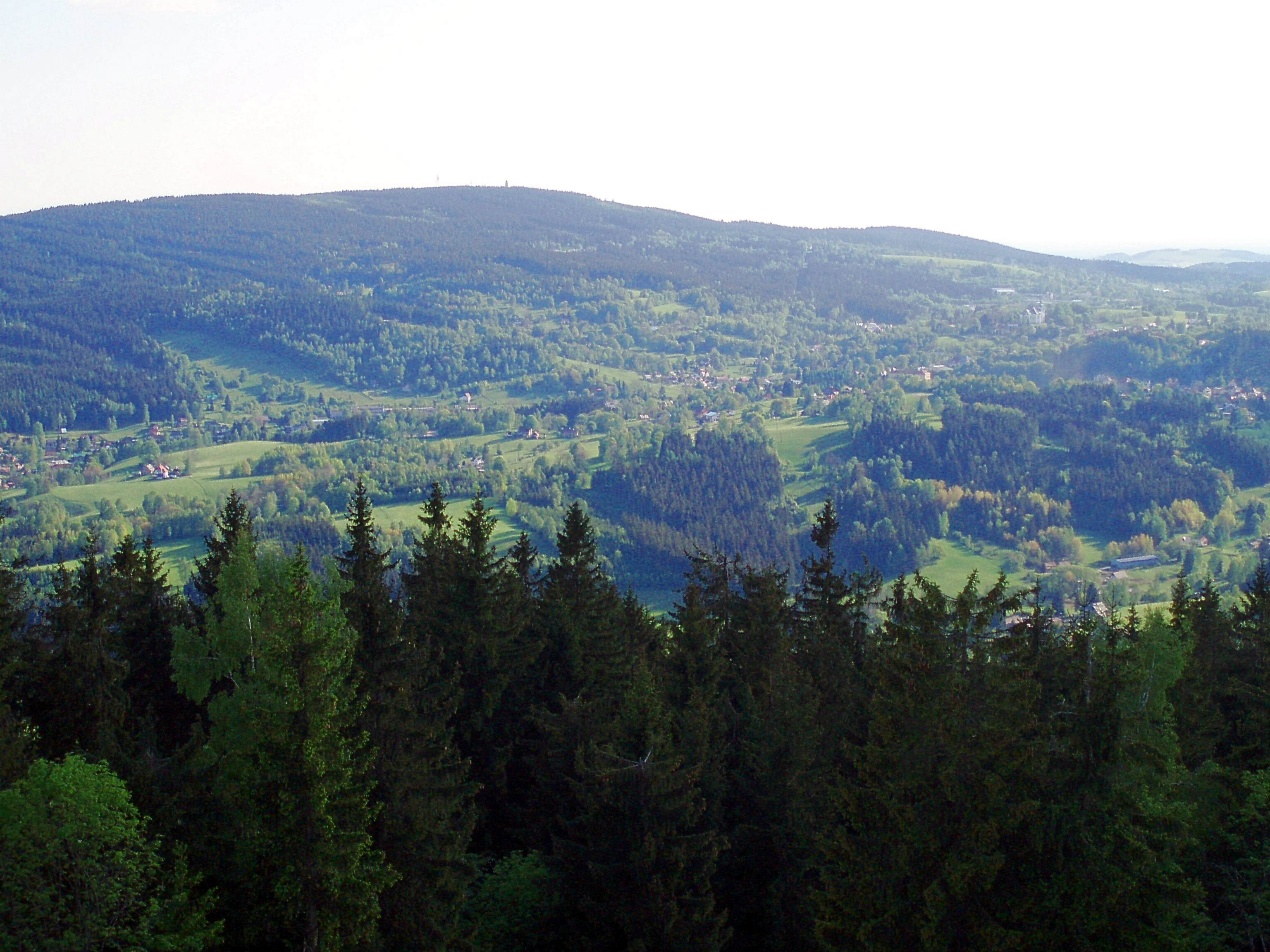
Schwarzbrunnkamm
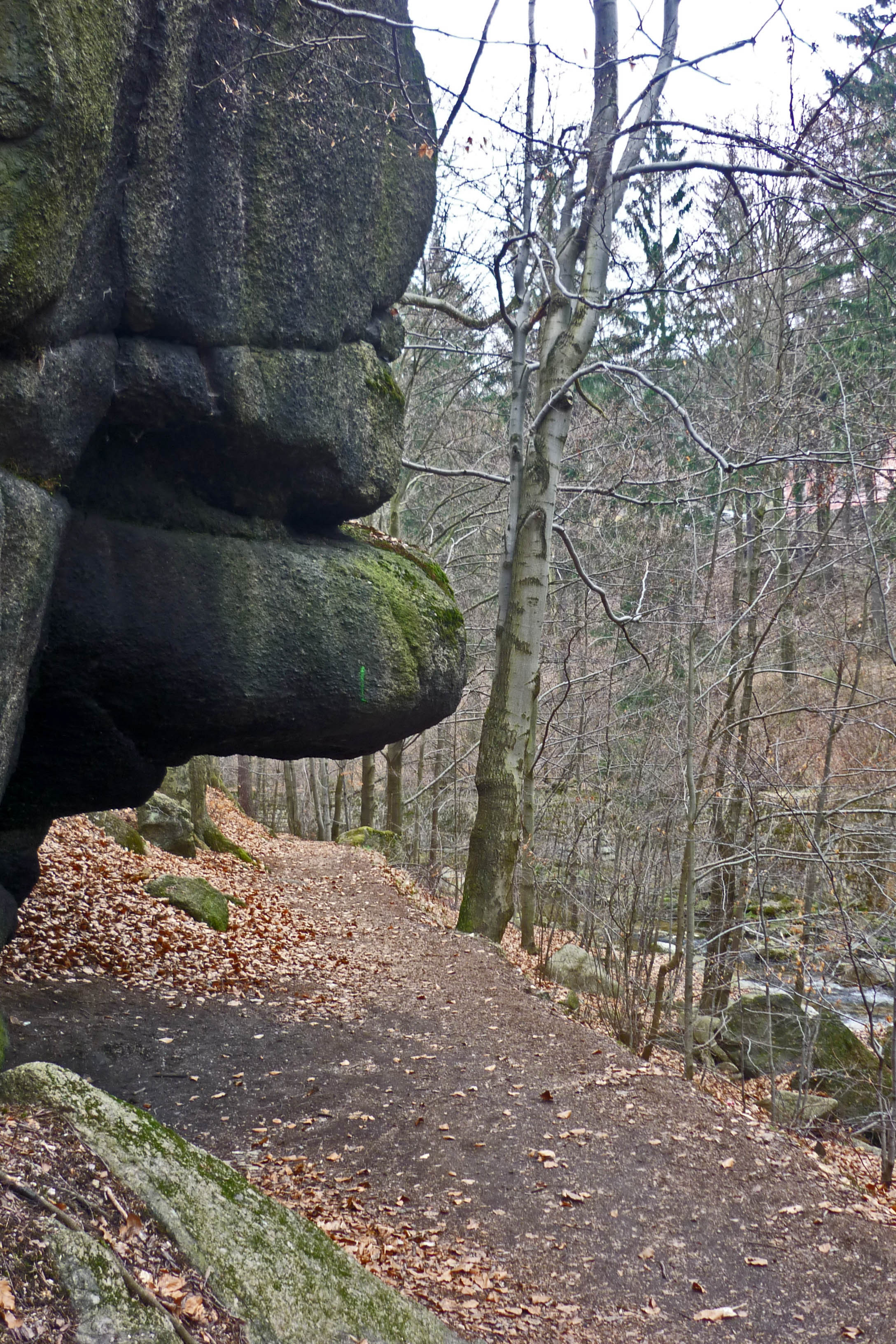
Wanderweg in Tannwald
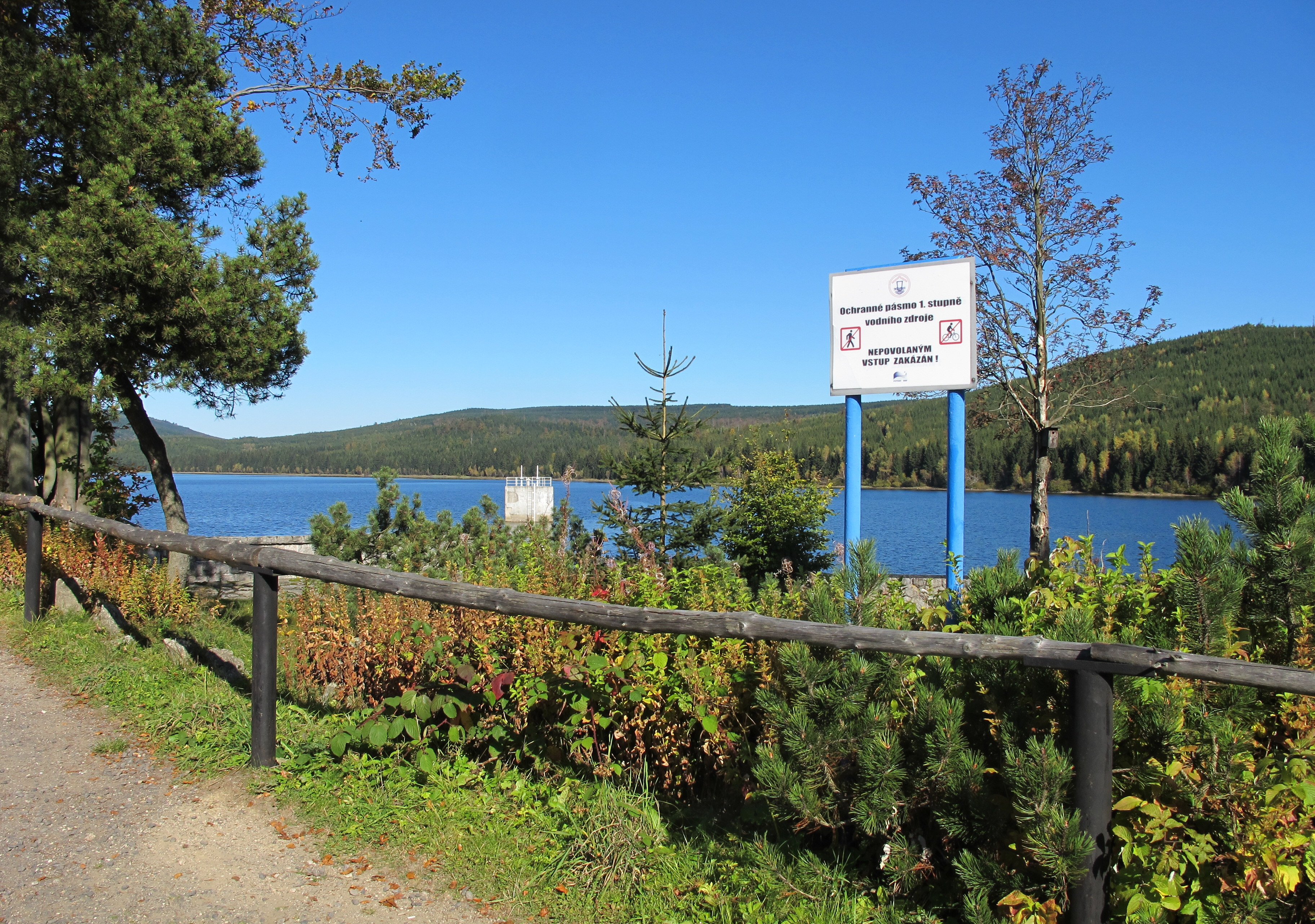
An der Darretalsperre (Souš)
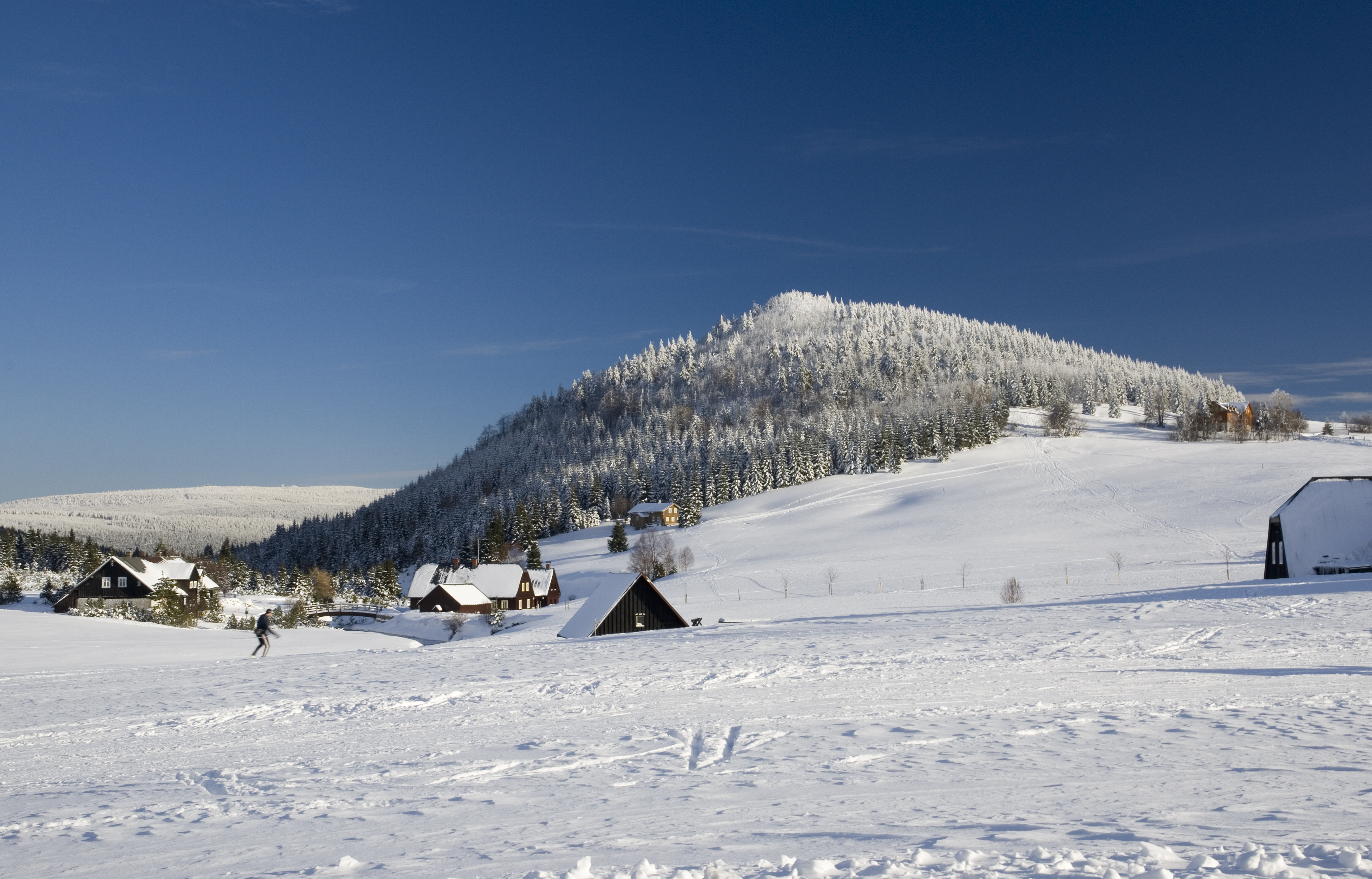
Am Buchberg bei Klein Iser

### Kammweg im Isergebirge – nördlicher Zweig
Verlauf des nördlichen Zweigs: Jizerka (Klein Iser) – Pytlácké kameny (Raubschützenfelsen) (975 m) – Predel – Smedava (Wittighaus) – Stolpichstraße (Štolpišská Silnice) – Cerná hora (Schwarzer Berg) (1085 m) – Holubník (Taubenhaus) (1071 m) – Ptací kupy (Vogelkuppen) (1013 m) – Hřebínek – Jizerský Kostelík – Oldrichovské sedlo (Hemmrich) (481 m) – Koprivník (Nesselberg) (598 m) – Buschullersdorfer Spitzberg (Špicák) (724 m) – Albrechtice u Frýdlantu (Olbersdorf) – Horní Vítkov (Ober Wittig) – Vaclavice (Wetzwalde) – Grabštejn (Grafenstein) – Chotyně (Ketten) – Hrádek nad Nisou (Grottau).

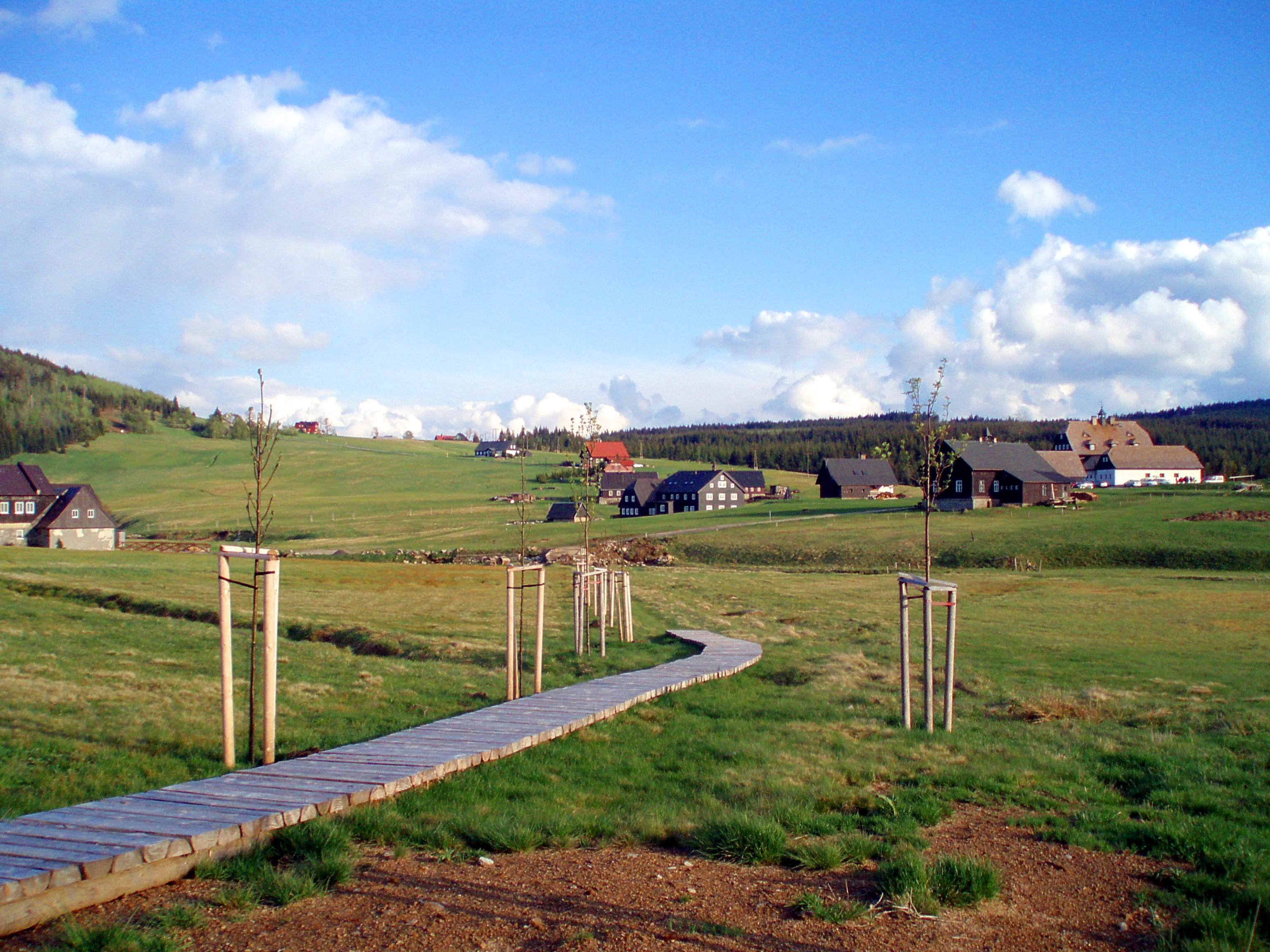
Klein Iser (Jizerka)
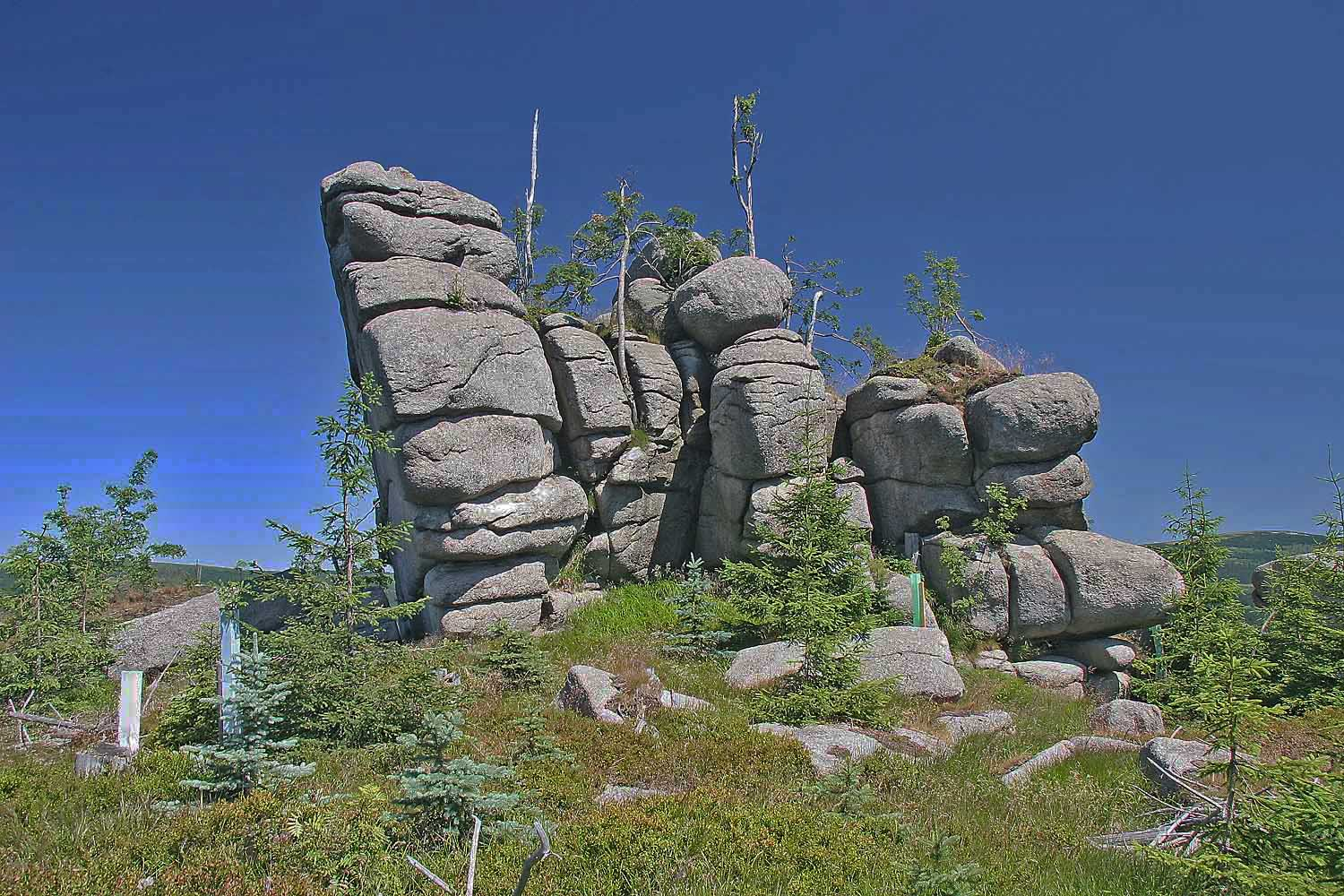
Pytlácké kameny – Raubschützenfelsen
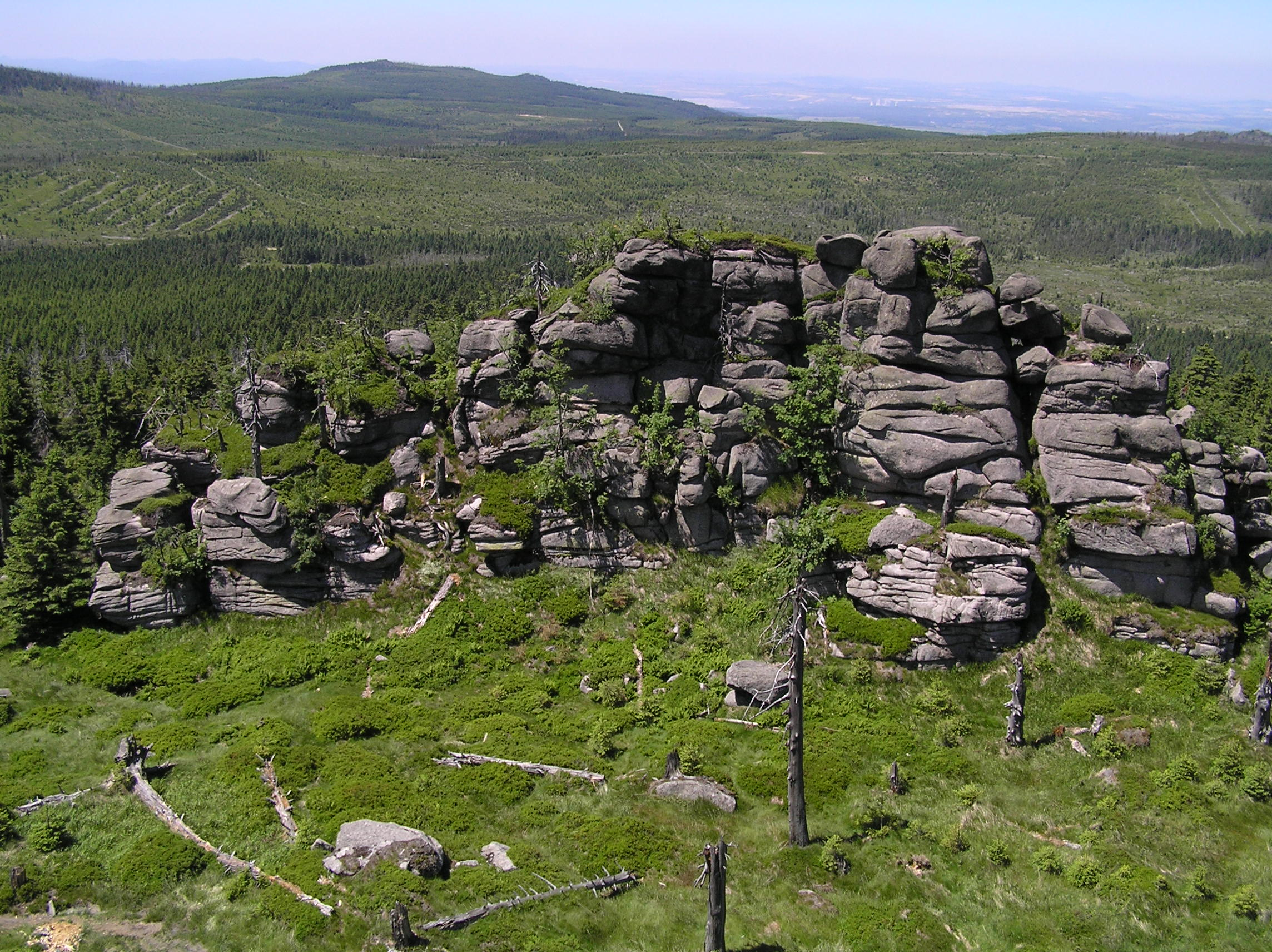
Holubník (Taubenhaus) und Ptací kupy (Vogelkuppen)
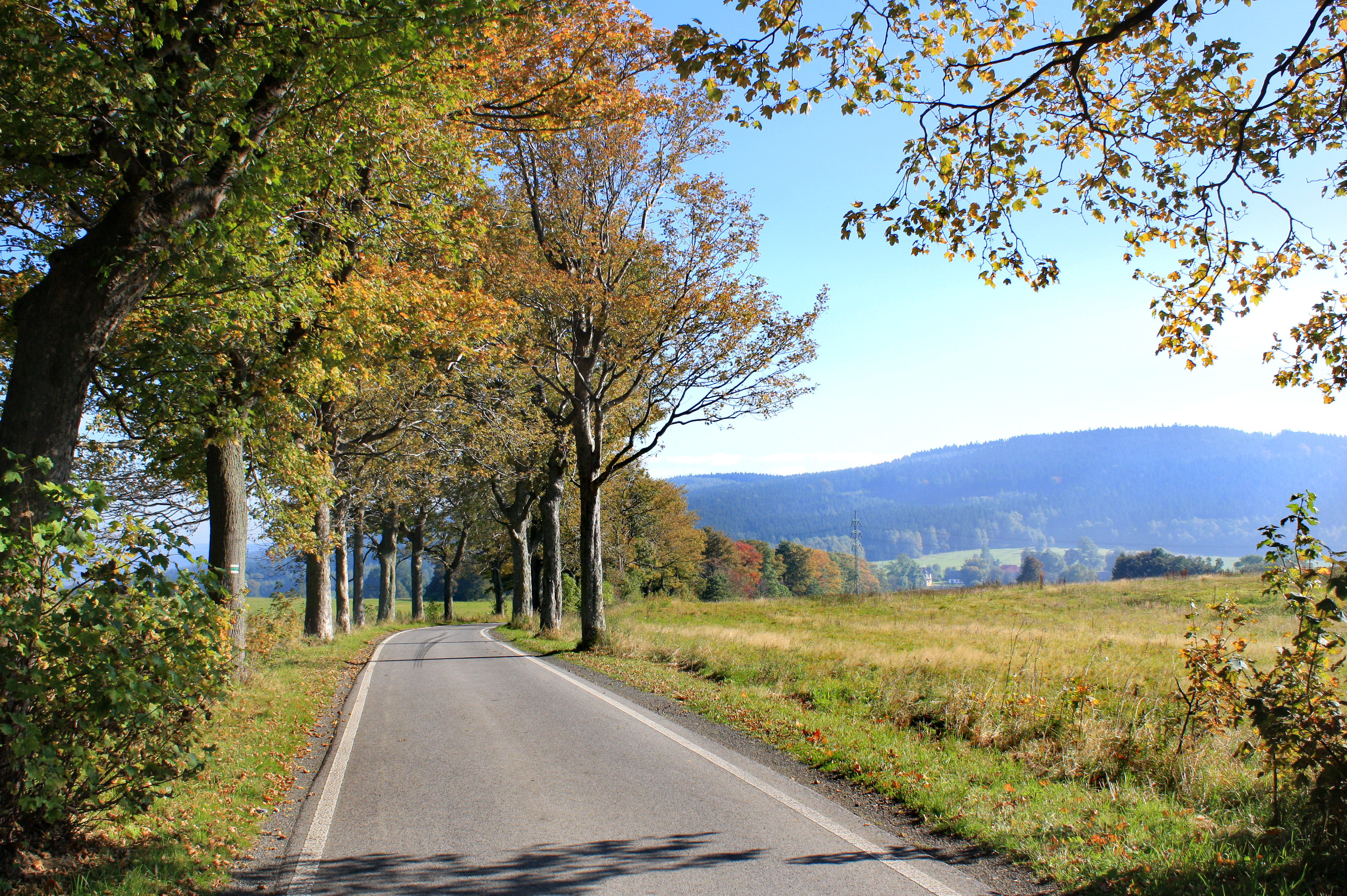
Straße von Ober Wittig nach Olbersdorf

### Kammweg im Riesengebirge

Vom Westen zur Schneekoppe
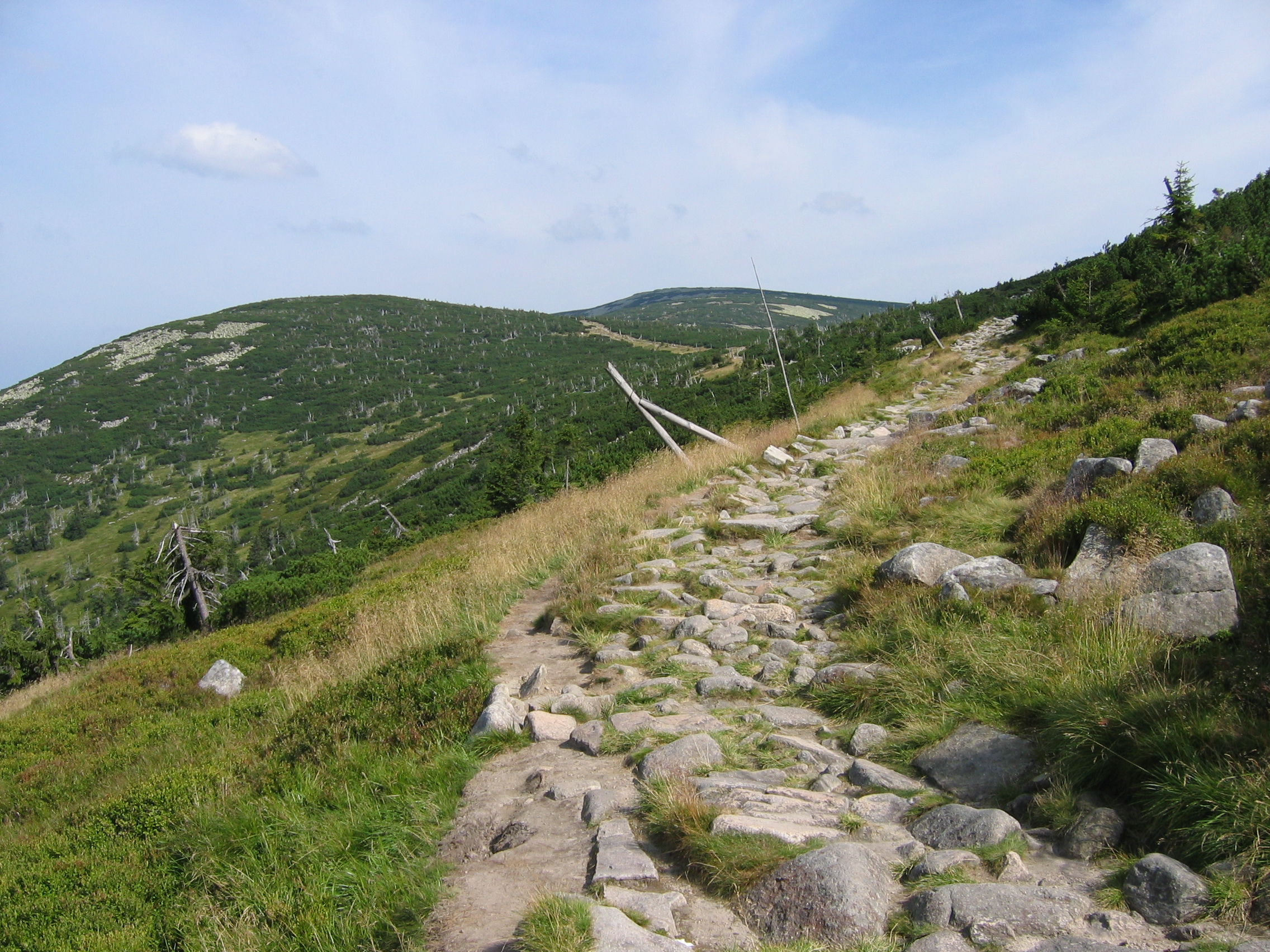
Typisch verlegte Steine
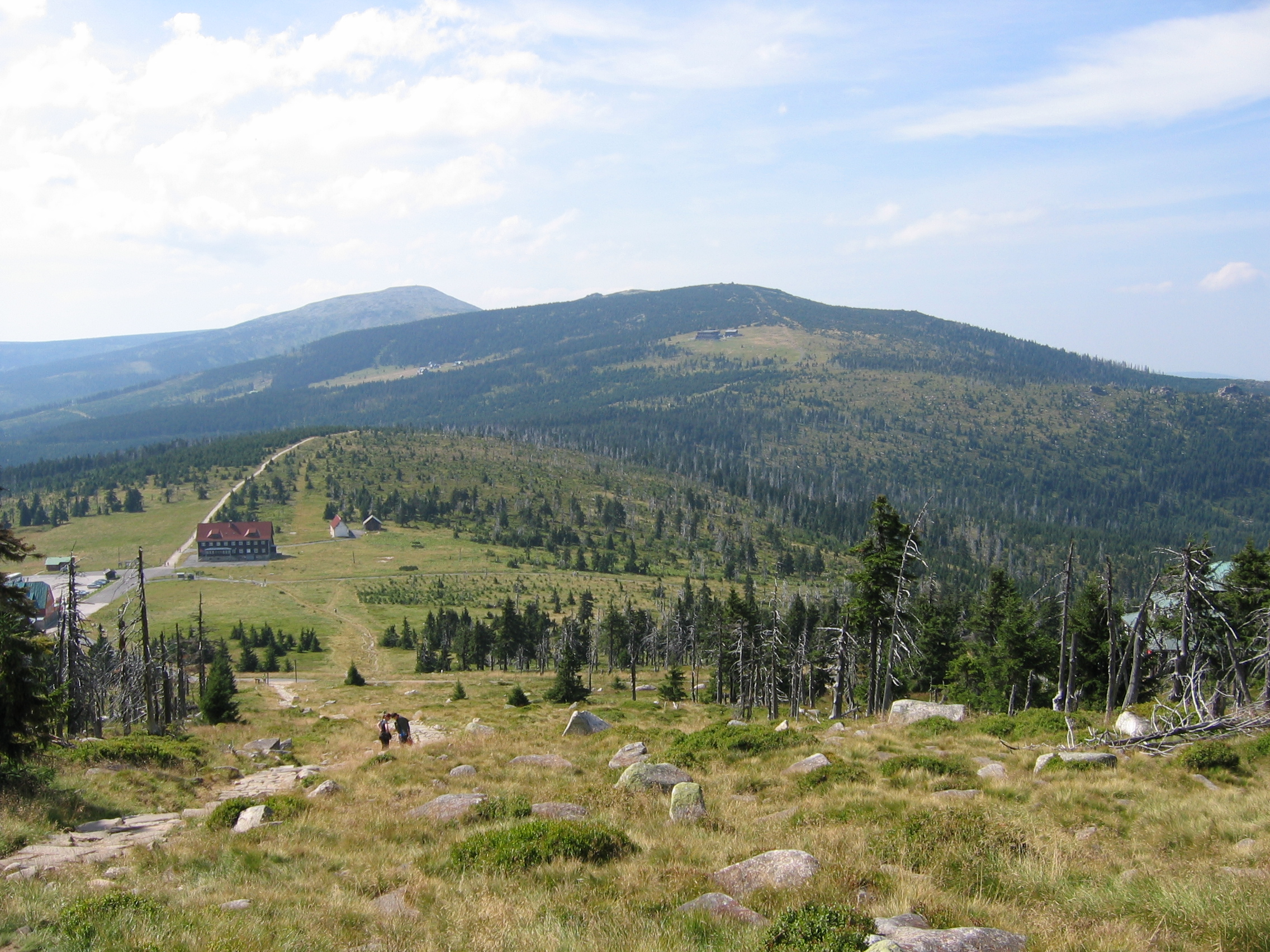
Am Spindlerpass mit Blick zum Hohen Rad (Vysoké Kolo)
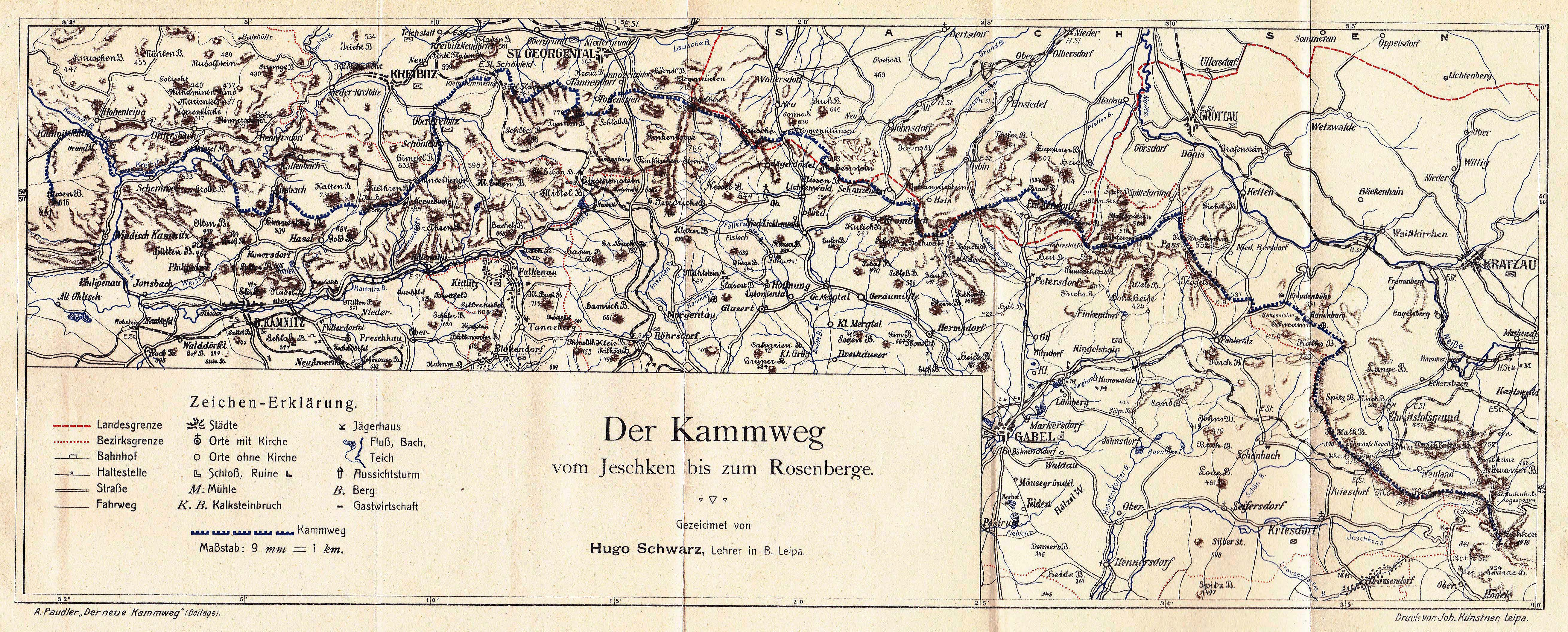
Kammweg-Karte von 1904

### Kammweg im Erzgebirge und Vogtland
Seit 2011 wird die Kammweg-Tradition hier mit dem Kammweg Erzgebirge–Vogtland fortgeführt, der ausschließlich auf deutscher Seite verläuft.

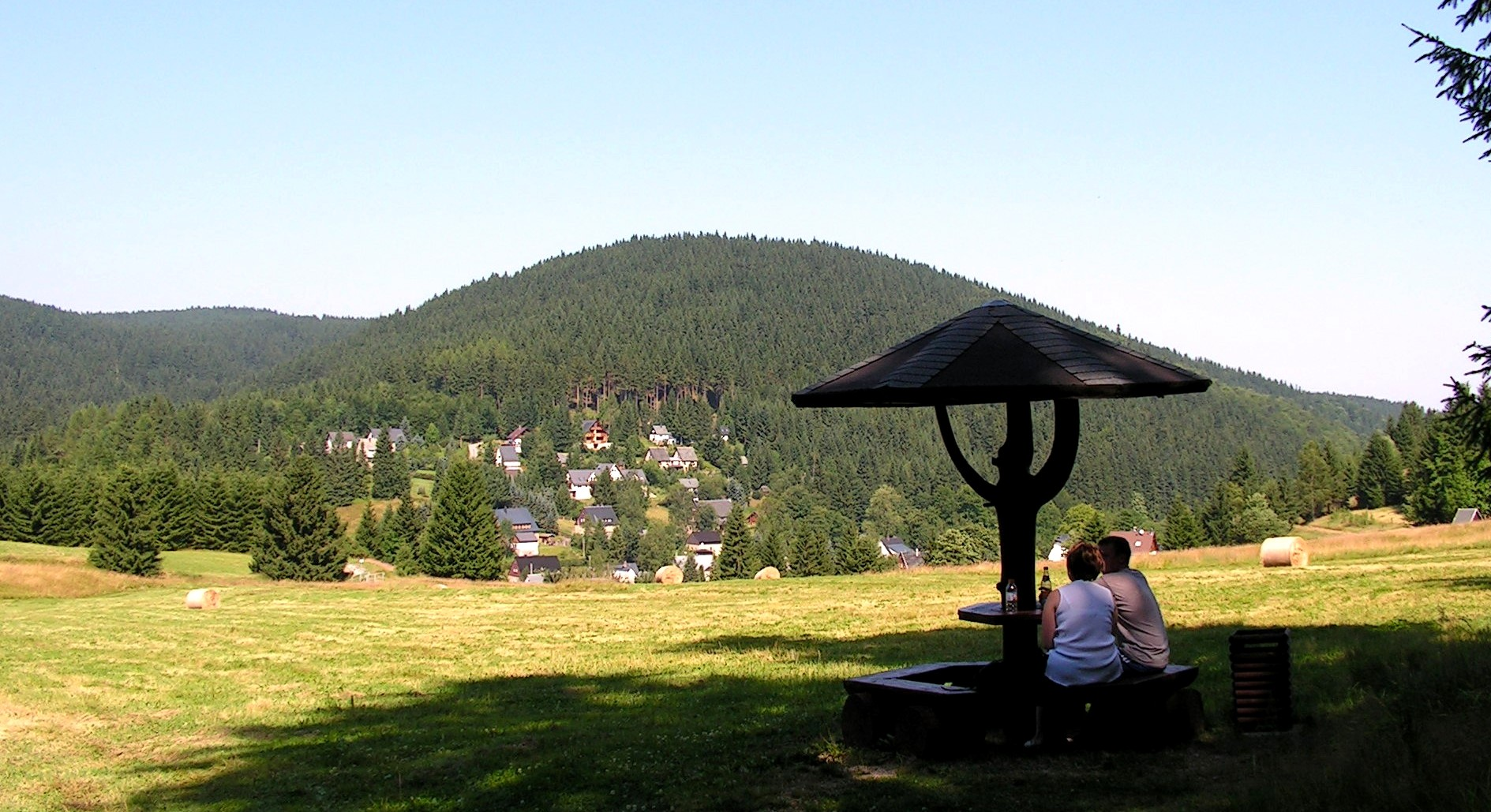
Kammweg bei Wildenthal
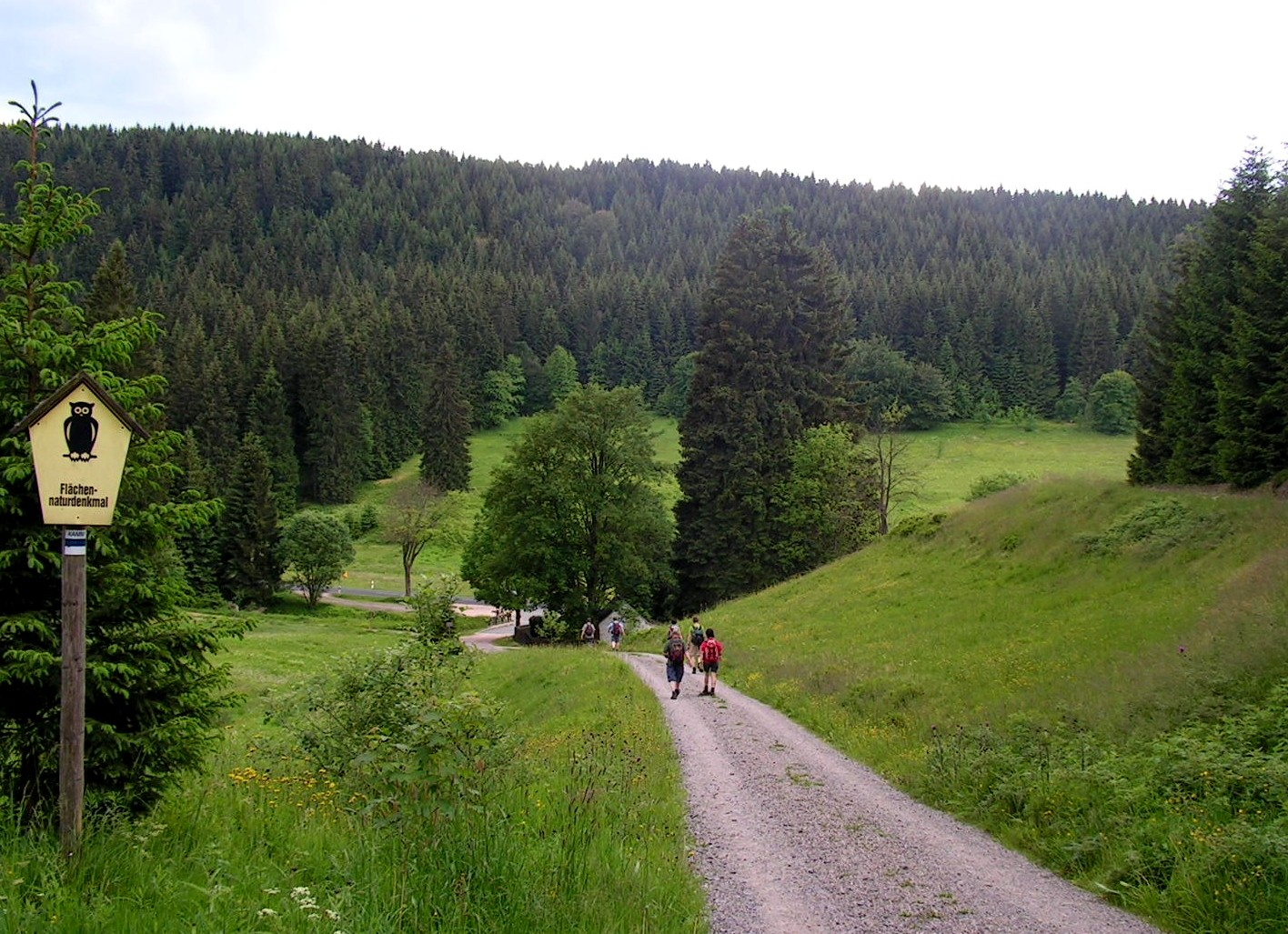
Kammweg am Auersberg
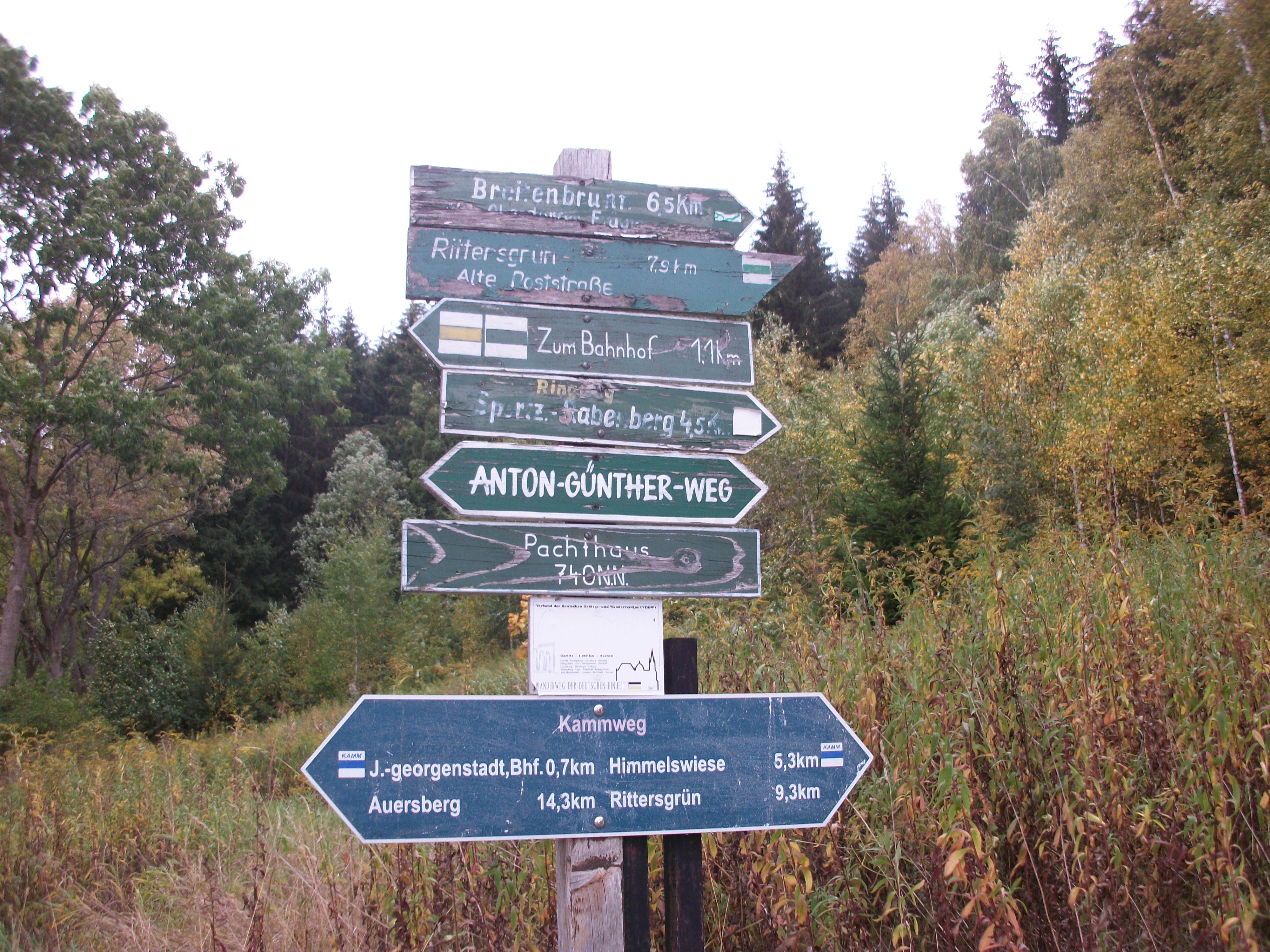
Wegweiser am Pachthaus

### Kammweg im Thüringer Wald – Rennsteig

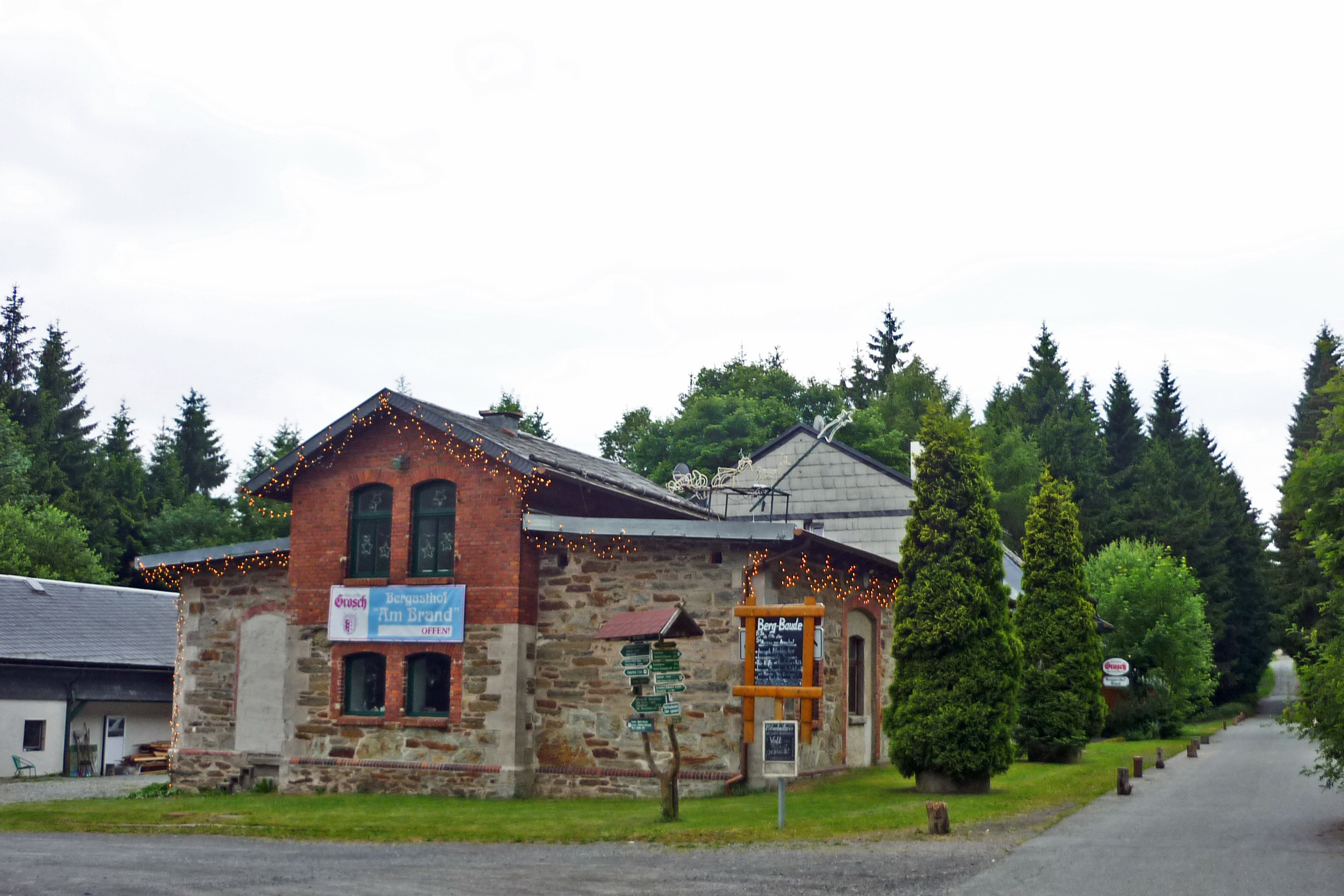
Gasthaus Brand bei Spechtsbrunn
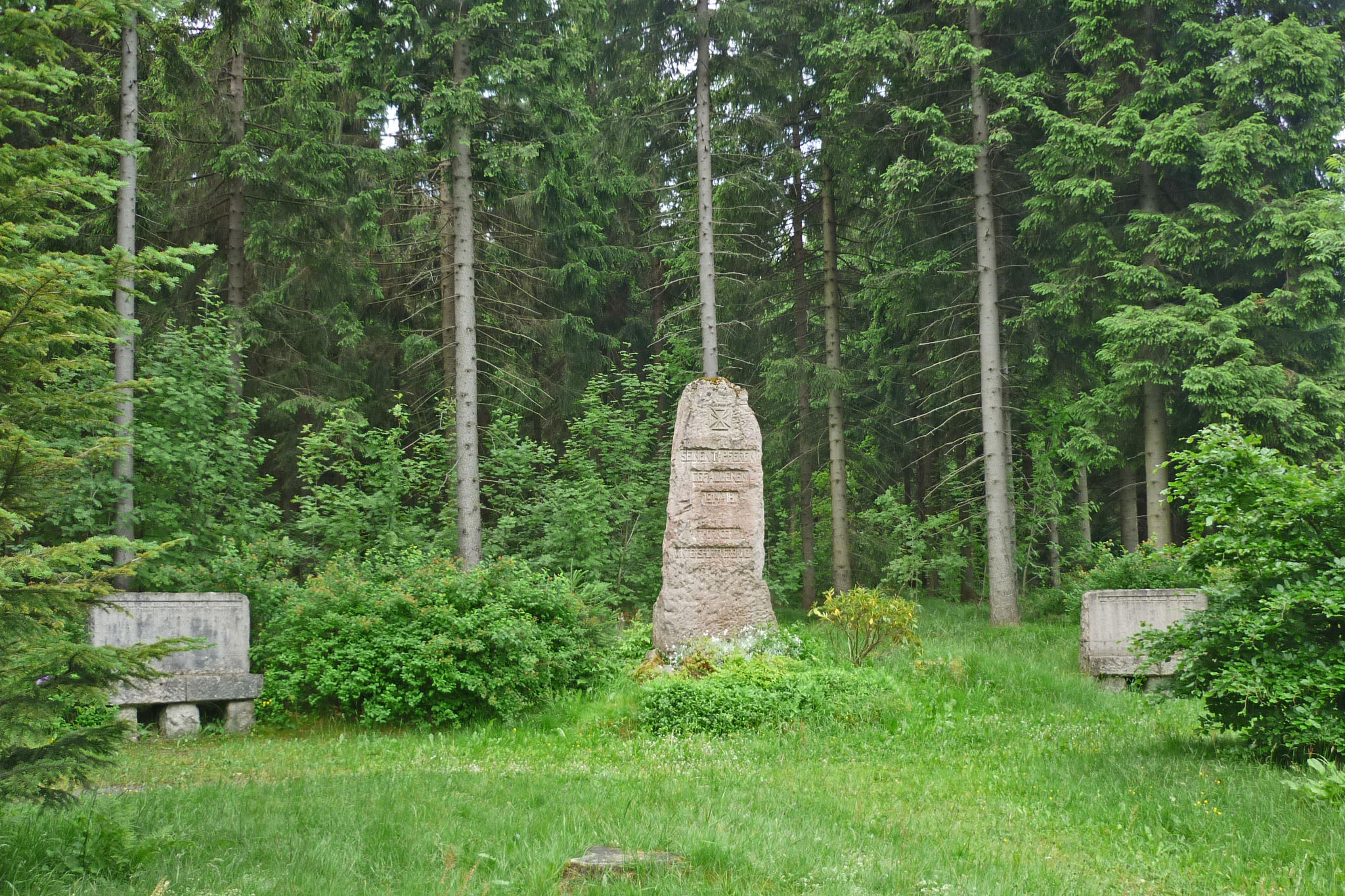
Kriegerdenkmal am Rennsteig bei Ernstthal
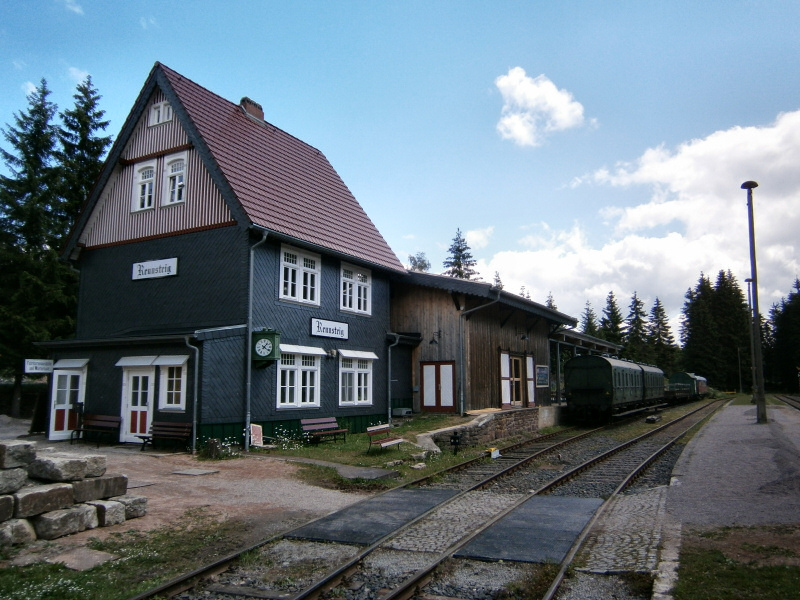
Bahnhof Rennsteig
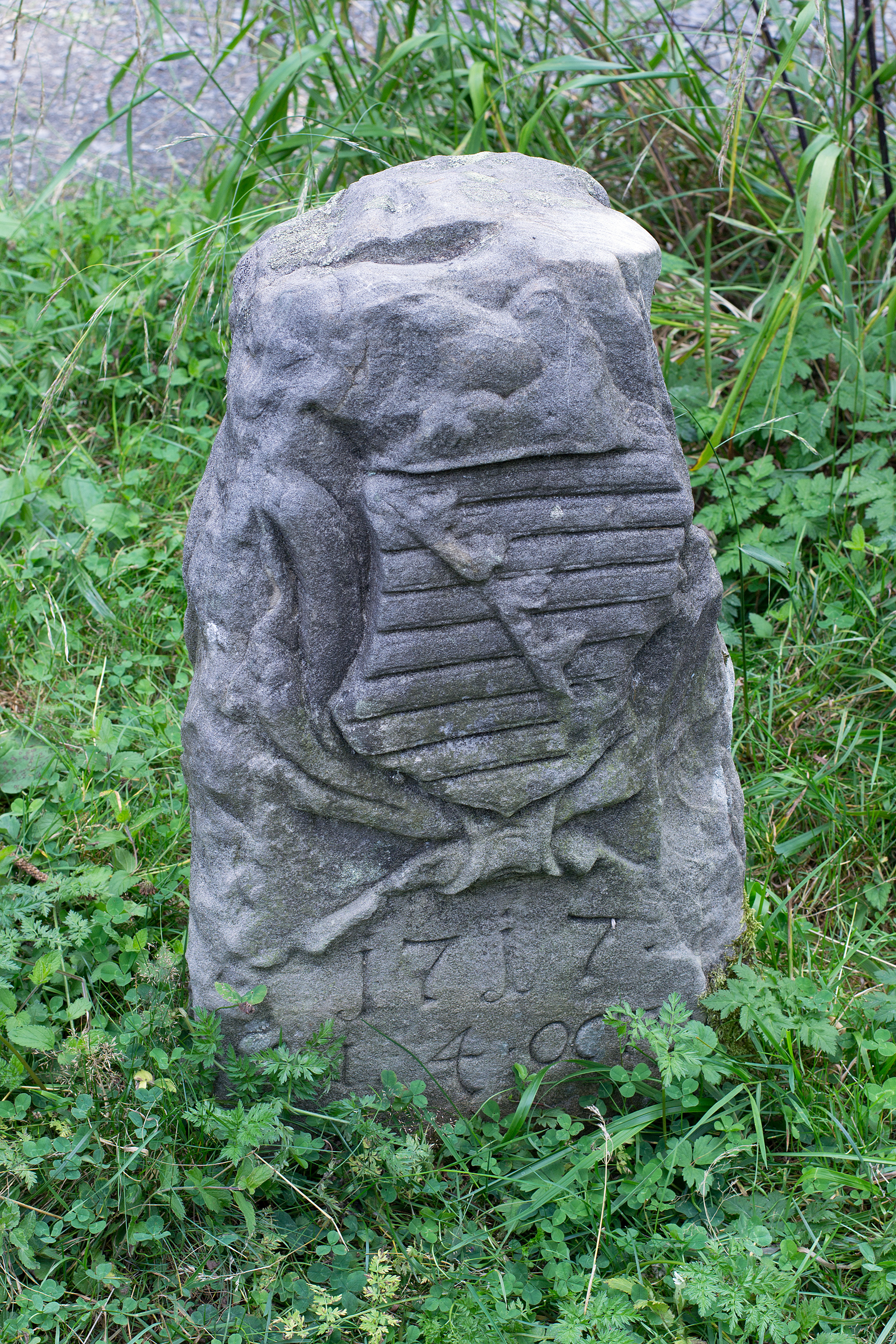
Dreiwappenstein am Kießlich
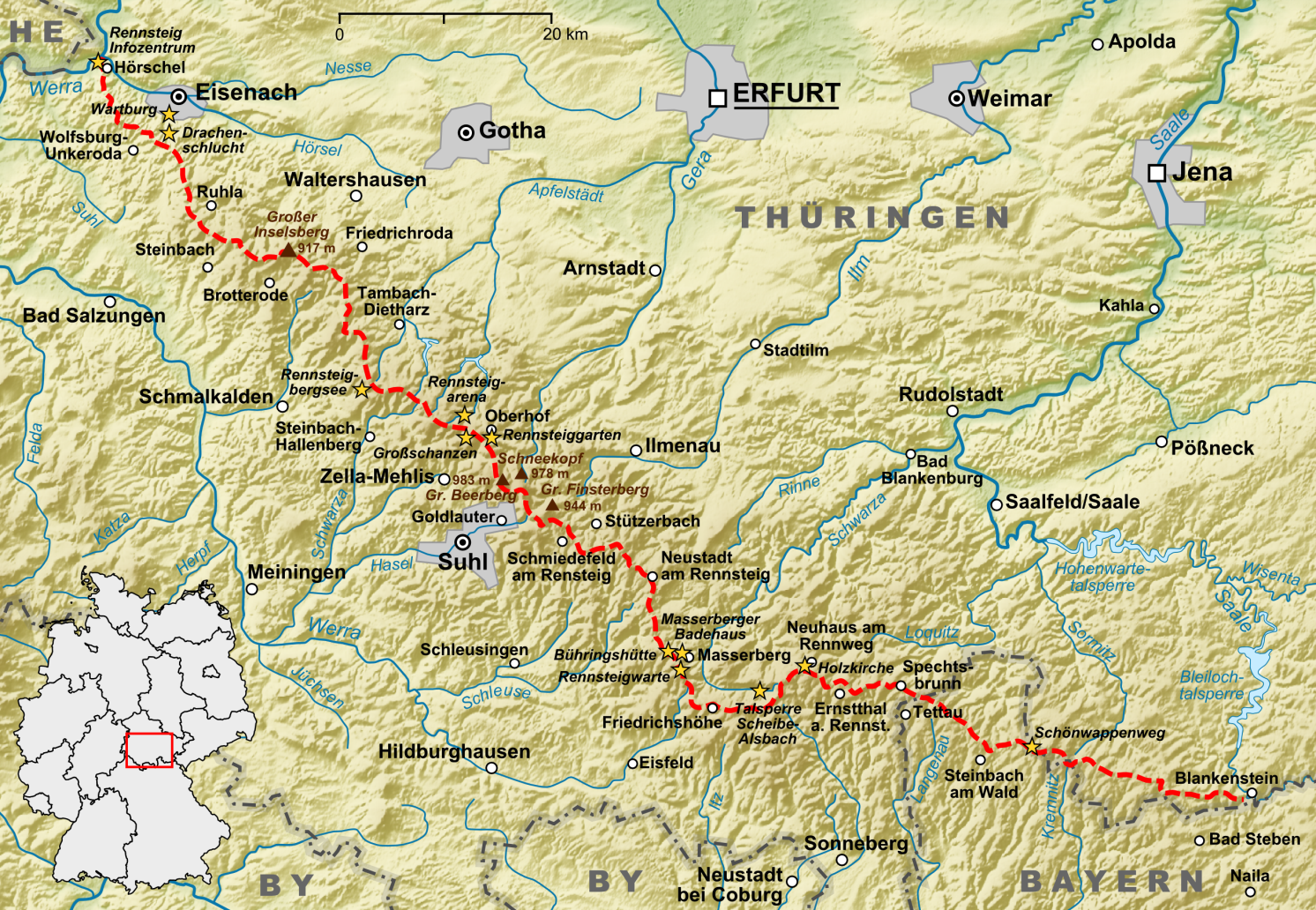
Rennsteig-Karte

### Nördlicher Kammweg im Lausitzer Bergland
Als „Nördlicher Kammweg“ wird der Höhenweg über die nördliche Bergkette des Lausitzer Berglands zwischen Kleindehsa, Landkreis Görlitz und Demitz-Thumitz, Landkreis Bautzen, in Sachsen genannt. Der Weg folgt dabei von Ost nach West bis zum Hohen Hahn dem Verlauf des Wanderweges der Deutschen Einheit. Der Nördliche Kammweg ist insgesamt ca. 35 Kilometer lang, übersteigt sieben Berggipfel mit einem Gesamtanstieg von ca. 1.000 Höhenmetern.